# Mas Cabot
El Mas Cabot és una obra d'Argentona (Maresme) protegida com a Bé Cultural d'Interès Local.

## Descripció
Masia de tres cossos perpendiculars a la façana, de planta baixa i pis, amb teulada a dues aigües i frontó a la façana
L'edifici actual, segurament al segle xvi, va patir importants modificacions en el cos de llevant, perdent l'harmonia de l'antic teulat. El més destacable és el portal d'arc de mig punt d'onze dovelles. A la façana s'han perdut les antigues finestres de pedra. S'han conservat les dels laterals i de la part posterior, així com la porta d'accés al celler.